# Indexcatalogus
De Indexcatalogus (voluit: Index Catalogue of Nebulae and Clusters of Stars) is een lijst van nevelachtige objecten en sterhopen die in 1895 en 1910 werd gepubliceerd als toevoeging op de New General Catalogue van J. L. E. Dreyer. De lijst bevat 5386 objecten die alle een IC aanduiding gevolgd door een nummer hebben.
De Indexcatalogus bestaat uit twee delen, IC I  en IC II, met 1529 en 3857 objecten. 
Een grote hoeveelheid van de sterrenstelsels in de Index-catalogus werd ontdekt door de Franse astronoom Stéphane Javelle (1864-1917). Ook de Duitse astronoom Max Wolf had een niet gering aantal objecten ontdekt die werden opgenomen in de IC.

## 1 object
Deze lijst toont een verscheidenheid aan astronomen die elk slechts 1 deepsky object hadden ontdekt.
- John Martin Schaeberle (1853-1924): de gasnevel IC 405 in het sterrenbeeld Voerman. Deze gasnevel kreeg de naam Schaeberle's vlammende ster-nevel (Schaeberle's flaming star nebula).
- Vasily Engelhardt (1828-1915): het paar sterren IC 1463 in het sterrenbeeld Waterman.
- Vsevolod Viktorovich Stratonov (1869-1938): de gasnevel IC 1990 nabij Messier 45, de open sterrenhoop Pleiaden of Zevengesternte.
- Solon Irving Bailey (1854-1931): de gasnevel IC 1995 in het sterrenbeeld Stier.
- Edwin Foster Coddington (1870-1950): het sterrenstelsel IC 2574 in de Grote Beer. Dit stelsel kreeg de naam Coddington's nebula.
- Robert Grant Aitken: de planetaire nevel IC 3568 in het sterrenbeeld Giraffe. Deze planetaire nevel kreeg, omdat het sterk lijkt op een citroenschijfje, de bijnaam Lemon Slice Nebula.
- Étienne Léopold Trouvelot: de gasnevel IC 4703 in de open sterrenhoop Messier 16, ook wel bekend als de Adelaarsnevel.
- Thomas William Webb (1807-1885) (de auteur van het standaardwerk Celestial Objects for Common Telescopes): de open sterrenhoop IC 4756 in het sterrenbeeld Slang.
- Paul Ewald Felix Hugo Clemens (1862-1936), alsook Frank Arthur Bellamy (1863-1936): de open sterrenhoop IC 4996 in het sterrenbeeld Zwaan. Dit object was reeds eerder ontdekt door William Herschel.
- Walter Frederick Gale (1865-1945): de planetaire nevel IC 5148 (IC 5150) in het sterrenbeeld Kraanvogel. Dit object kreeg dankzij de merkwaardige vorm ervan, sterk lijkend op een autowiel, de bijnaam Reservewielnevel (Spare tyre nebula).